# Cheilopallene trappa
Cheilopallene trappa is een zeespin uit de familie Callipallenidae. De soort behoort tot het geslacht Cheilopallene. Cheilopallene trappa werd in 1972 voor het eerst wetenschappelijk beschreven door Clark. 